# Парусник Блюме
Парусник Блюме (лат. Papilio blumei) — дневная бабочка из семейства Парусники. Видовое название дано в честь Карла Людвига Риттера фон Блюме — немецко-голландского ботаника XIX века, известного исследованиями и классификацией индонезийской (раньше говорили Ост-Индской) флоры.

## Описание
Размах крыльев 12—14 см. Основной фон крыльев чёрный, с напылением зелёными чешуйками. На крыльях проходят широкие полосы зелёного цвета, с блестящим и бирюзовом оттенком. Хвостики задних крыльев заметно расширены к концу, с бирюзово-голубоватым отблеском. Самка внешне мало отличается от самца.

## Ареал
Сулавеси, Борнео, Филиппины, Суматра.

## Подвиды
- Papilio blumei blumei
- Papilio blumei fruhstorferi